# Момкова сълза
Момкова сълза (Polygonatum odoratum, syn. Polygonatum officinale) е вид цъфтящо растение от семейство Зайчесянкови, местен за Европа, Кавказ, Сибир, руския Далечен Изток, Китай, Монголия, Корея, Непал и Япония.
Видовото име odoratum означава ароматен, миризлив.

## Описание
Момковата сълза е колонизиращо тревисто многогодишно растение, което расте  на височина до 86 cm, с широки 30 cmq редуващи се прости листа върху извити стъбла. Ароматните тръбести цветя са бели със зелени върхове, раждат се през пролетта и висят от долната страна на стъблата.

## Култивиране
Момковата сълза, подобно на роднината ѝ момина сълза, се култивира във влажни, сенчести места, където се разпространява чрез подземни столони. Сортовете включват „Flore pleno“ и „Variegatum“.

## Употреба
Момковата сълза се използва в традиционната китайска медицина и традиционната корейска медицина, където се нарича съответно yùzhú (玉竹) и dunggulle (둥굴레). В Корея коренът на растението се използва за приготвяне на чай.